# The Fatal Glass of Beer (film, 1933)
Pour les articles homonymes, voir The Fatal Glass of Beer.
Pour plus de détails, voir Fiche technique et Distribution.
The Fatal Glass of Beer est un film américain réalisé par Clyde Bruckman et sorti en 1933.
C'est un des quatre courts-métrages écrits par W. C. Fields et produits par Mack Sennett entre 1932 et 1933, les autres étant The Dentist (1932), The Pharmacist et The Barber Shop (1933).

## Synopsis
Le film est une parodie d'un mélodrame intitulé Stolen Bonds.

## Fiche technique
- Réalisation : Clyde Bruckman
- Assistant réalisateur : Jean Yarbrough
- Scénario : W. C. Fields
- Producteur : Mack Sennett
- Production :  Mack Sennett Comedies
- Distribution : Paramount Pictures
- Genre : Comédie
- Durée : 21 minutes
- Date de sortie:
  - États-Unis : 3 mars 1933

## Distribution
- W. C. Fields : Mr. Snavely
- Rosemary Theby : Mrs. Snavely
- George Chandler : Chester Snavely
- Richard Cramer (en)